# Gymnochthebius francki
Gymnochthebius francki är en skalbaggsart som först beskrevs av Bruch 1915.  Gymnochthebius francki ingår i släktet Gymnochthebius och familjen vattenbrynsbaggar. Inga underarter finns listade i Catalogue of Life.